# Yasin Özdenak
Yasin Özdenak (11 d'octubre de 1948) fou un futbolista turc de la dècada de 1970 i entrenador.
Fou 6 cops internacional amb la selecció turca. Pel que fa a clubs, defensà els colors d'İstanbulspor, Galatasaray SK i el New York Cosmos de Pelé i Franz Beckenbauer.
Els seus germans Doğan i Gökmen també foren futbolistes professionals.